# Jules Ribstein
Jules Ribstein, né le 3 novembre 1986 à Strasbourg en Alsace, est un triathlète handisport, champion olympique, du monde, d'Europe et de France de paratriathlon dans la catégorie PTS2.

## Biographie
Jules Ribstein est sacré champion paralympique de triathlon aux Jeux paralympiques de 2024 à Paris et champion d'Europe de 2024 à Vichy en catégorie PTS2.

## Palmarès
Le tableau présente les résultats les plus significatifs (podium) obtenus sur le circuit national et international de paratriathlon depuis 2018.
| Année | Paratriathlon                               | Pays                | Position      | Temps           |
| ----- | ------------------------------------------- | ------------------- | ------------- | --------------- |
| 2024  | Championnats d'Europe de paratriathlon PTS2 | France              | Médaille d'or | 1 h 5 min 53 s  |
| 2024  | Jeux paralympiques PTS2                     | France              | Médaille d'or | 1 h 5 min 47 s  |
| 2023  | Championnats du monde de paratriathlon PTS2 | Espagne             | Médaille d'or | 1 h 6 min 0 s   |
| 2023  | WTCS Swansea PTS2                           | Royaume-Uni         | Médaille d'or | 33 min 30 s     |
| 2022  | Championnats du monde de paratriathlon PTS2 | Émirats arabes unis | Médaille d'or | 1 h 8 min 2 s   |
| 2022  | Coupe du monde - étape d'Alanya PTS2        | Turquie             | Médaille d'or | 1 h 10 min 53 s |
| 2022  | WTCS Swansea PTS2                           | Royaume-Uni         | Médaille d'or | 1 h 6 min 30 s  |
| 2022  | WTCS Besançon PTS2                          | France              | Médaille d'or | 1 h 14 min 53 s |
| 2021  | Championnats du monde de paratriathlon PTS2 | Émirats arabes unis | Médaille d'or | 1 h 8 min 43 s  |
| 2021  | Championnats d'Europe de paratriathlon PTS2 | Espagne             | Médaille d'or | 1 h 7 min 23 s  |
| 2021  | Championnat de France de paratriathlon PTS2 | France              | Médaille d'or | 1 h 7 min 0 s   |
| 2021  | WTCS Alhandra PTS2                          | Portugal            | Médaille d'or | 1 h 8 min 35 s  |
| 2021  | WTCS Leeds PTS2                             | Royaume-Uni         | Médaille d'or | 1 h 11 min 44 s |
| 2021  | WTCS Besançon PTS2                          | France              | Médaille d'or | 1 h 13 min 7 s  |
| 2020  | WTCS Devonport PTS2                         | États-Unis          | Médaille d'or | 1 h 11 min 9 s  |
| 2020  | Coupe du monde - étape d'Alhandra PTS2      | Portugal            | Médaille d'or | 1 h 5 min 16 s  |
| 2019  | Championnats d'Europe de paratriathlon PT2  | Espagne             | Médaille d'or | 1 h 9 min 40 s  |
| 2019  | Championnats du monde de paratriathlon PTS2 | Suisse              | Médaille d'or | 1 h 11 min 40 s |
| 2019  | WTCS Milan PTS2                             | Italie              | Médaille d'or | 1 h 6 min 18 s  |
| 2019  | WTCS Montreal PTS2                          | Canada              | Médaille d'or | 1 h 7 min 26 s  |
| 2018  | Championnat de France de paratriathlon PTS2 | France              | Médaille d'or | 1 h 9 min 40 s  |

## Distinctions

### Décorations
Chevalier de la Légion d'honneur (décret du 23 septembre 2024)